# Cycnoches maculatum
Cycnoches maculatum är en orkidéart som beskrevs av John Lindley. Cycnoches maculatum ingår i släktet Cycnoches, och familjen orkidéer. Inga underarter finns listade i Catalogue of Life.